# 索科特拉岛
索科特拉岛（羅馬化：Suquṭrā，羅馬化：Saqaṭri），明代称须多大屿、《郑和航海图》稱為速古答剌，是非洲之角以东，印度洋西部一群岛，位于北纬12.18°～12.42°与东经53.19°～54.33°之间，阿拉伯海与亚丁湾的交接处，属也门索科特拉省。距离阿拉伯半岛以南约350公里，距索马里250公里，距也门340公里。索科特拉群岛由索科特拉岛、阿卜杜勒庫里島、薩姆哈島和代爾塞島4个岛屿组成，群岛面积3650平方公里。主岛长132公里，宽49.7公里，面积3635平方公里。因与大陆隔离1800万年，而被称为是“地球上最像外星的地方”。2008年，联合国教科文组织将该地列入世界遗产名录，登录名称为索科特拉群岛。

## 名称
据说“索科特拉”（Suqutra）一词派生于梵文词组“dvipa sukhadhara”，意思是「极乐岛」、「受祝福的岛屿」或「幸福之岛」的意思。然而也有人认为，这个名字可能来自阿拉伯语“SUG”，意为“乳香”。

## 气候
该岛气候属热带沙漠气候，但每年夏季受季风影响也有一些降水。在2015年11月的极端天气中，索科特拉岛西部降水量超过410毫米。
| Socotra                                                 | Socotra     | Socotra     | Socotra     | Socotra     | Socotra     | Socotra     | Socotra     | Socotra     | Socotra     | Socotra     | Socotra     | Socotra     | Socotra     |
| 月份                                                    | 1月         | 2月         | 3月         | 4月         | 5月         | 6月         | 7月         | 8月         | 9月         | 10月        | 11月        | 12月        | 全年        |
| ------------------------------------------------------- | ----------- | ----------- | ----------- | ----------- | ----------- | ----------- | ----------- | ----------- | ----------- | ----------- | ----------- | ----------- | ----------- |
| 平均高温 °C（°F）                                       | 27.2 (81.0) | 28.5 (83.3) | 30.5 (86.9) | 32.7 (90.9) | 34.2 (93.6) | 33.9 (93.0) | 32.0 (89.6) | 32.3 (90.1) | 32.7 (90.9) | 31.4 (88.5) | 29.8 (85.6) | 28.0 (82.4) | 31.1 (88.0) |
| 日均气温 °C（°F）                                       | 22.0 (71.6) | 23.4 (74.1) | 25.1 (77.2) | 27.5 (81.5) | 28.9 (84.0) | 29.0 (84.2) | 27.6 (81.7) | 27.5 (81.5) | 27.6 (81.7) | 26.0 (78.8) | 24.2 (75.6) | 22.7 (72.9) | 26.0 (78.7) |
| 平均低温 °C（°F）                                       | 16.8 (62.2) | 18.3 (64.9) | 19.8 (67.6) | 22.2 (72.0) | 23.7 (74.7) | 24.1 (75.4) | 23.2 (73.8) | 22.8 (73.0) | 22.6 (72.7) | 20.6 (69.1) | 18.7 (65.7) | 17.5 (63.5) | 20.9 (69.6) |
| 平均降雨量 mm（）                                       | 23 (0.9)    | 18 (0.7)    | 14 (0.6)    | 22 (0.9)    | 37 (1.5)    | 18 (0.7)    | 12 (0.5)    | 15 (0.6)    | 27 (1.1)    | 38 (1.5)    | 18 (0.7)    | 16 (0.6)    | 258 (10.3)  |
| 平均降雨天数（≥ 0.0 mm）                                | 2.0         | 2.0         | 2.1         | 3.4         | 4.1         | 6.0         | 9.7         | 9.3         | 4.9         | 3.2         | 3.0         | 3.0         | 52.7        |
| 平均相對濕度（％）                                      | 20          | 21          | 24          | 27          | 29          | 29          | 28          | 27          | 27          | 25          | 22          | 21          | 25          |
| 来源：Climatic Research Unit, University of East Anglia |             |             |             |             |             |             |             |             |             |             |             |             |             |

## 生物

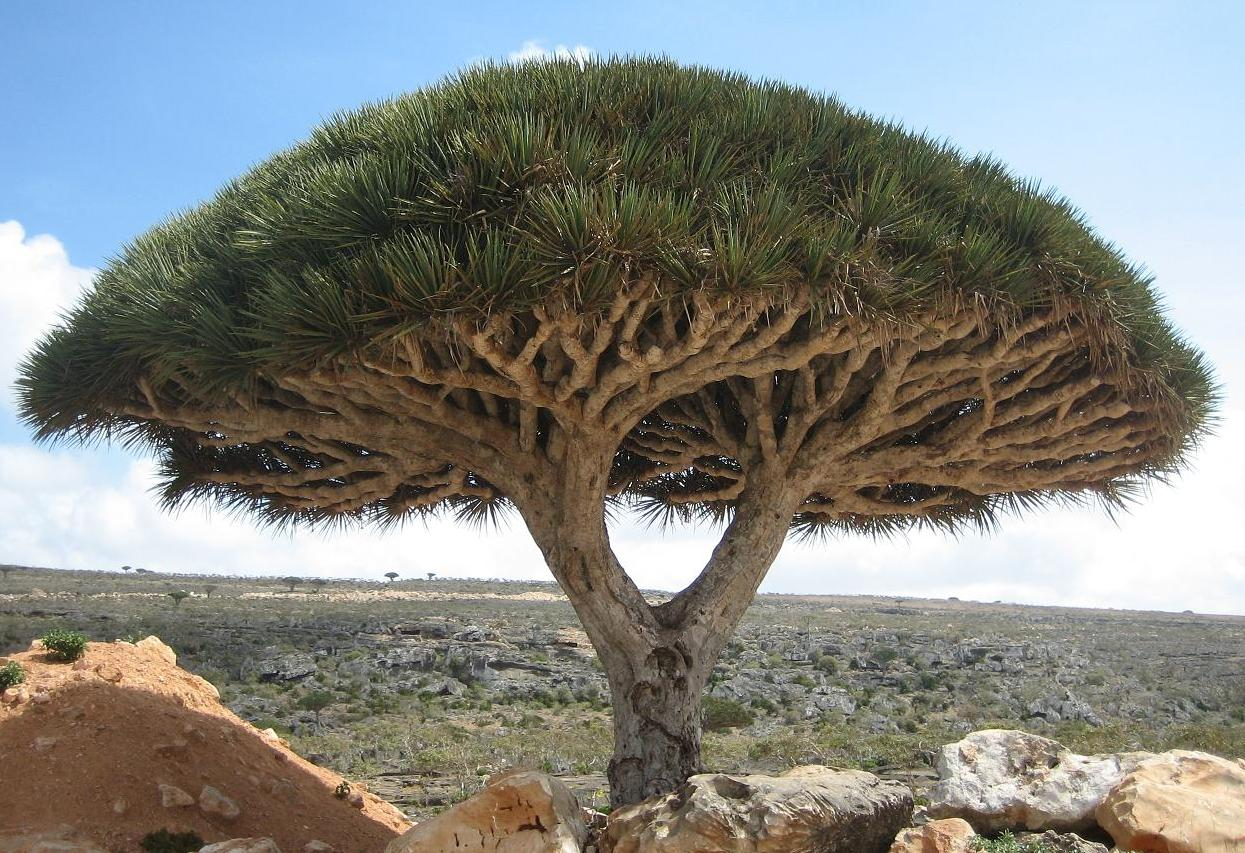
索科特拉龍血樹的樹汁呈紅色。

该岛早在中新世就从大陆分离，因为拥有数量众多的本土特色植物，被称为印度洋上的加拉巴哥群島。
这座小岛已于2008年被列入世界自然遗产，上面生活着700多种极其罕见的动植物，其中三分之一在地球其他地方都看不到，90%的爬行动物和95%的腹足綱物種也是岛上独有的。索科特拉岛有140多种鸟，其中10种是该岛独有的，例如索科特拉岛八哥、太阳鸟、彩旗、索岛栗翅椋鸟、鵐和金翅蜡嘴雀等。此外，索科特拉岛还有253种造礁珊瑚、730种沿岸鱼、300种螃蟹、龙虾和小虾。因此有“生物进化活博物馆”之称。
岛上最著名的物种是龙血树，此外还有索科特拉野石榴。但是由于外来物种，尤其是山羊的不断繁殖，岛上的植物受到很大的威胁。
因島長期與外界隔絕，發展出特殊的『島嶼巨型化』，著名的例子有上文的龍血樹以及索科特拉沙漠玫瑰

## 歷史
岛上曾发现公元前4000～前3000年石器文化古迹。根据岛上的记载，早在公元52年，岛民就已经在圣多马的指引下皈依基督教 。1507年，葡萄牙人来到岛上，帮助岛民摆脱了阿拉伯半岛上伊斯兰教国家的控制，但是4年以后葡萄牙人离开该岛，使得岛民又重新沦为马赫里苏丹国的臣民。
1886年，同马赫里苏丹国一道归入英国保护，属亚丁保护国，成为英国在印度洋上的重要基地。二戰爆發，因鄰邦是義屬索馬利蘭，又近印度洋，因此戰略位置很重要。1967年，索科特拉岛随南也门独立。目前，该岛是也门的领土。

2018年5月3日，由於也門內戰以致其政局不穩，阿聯酋軍隊佔領該島，並控制了島上機場。稳定岛上局势后，2018年5月14日，沙特军队也部署在该岛，阿联酋和也门达成协议，进行联合军事训练演习，并将机场和海港的行政控制权归还给也门。

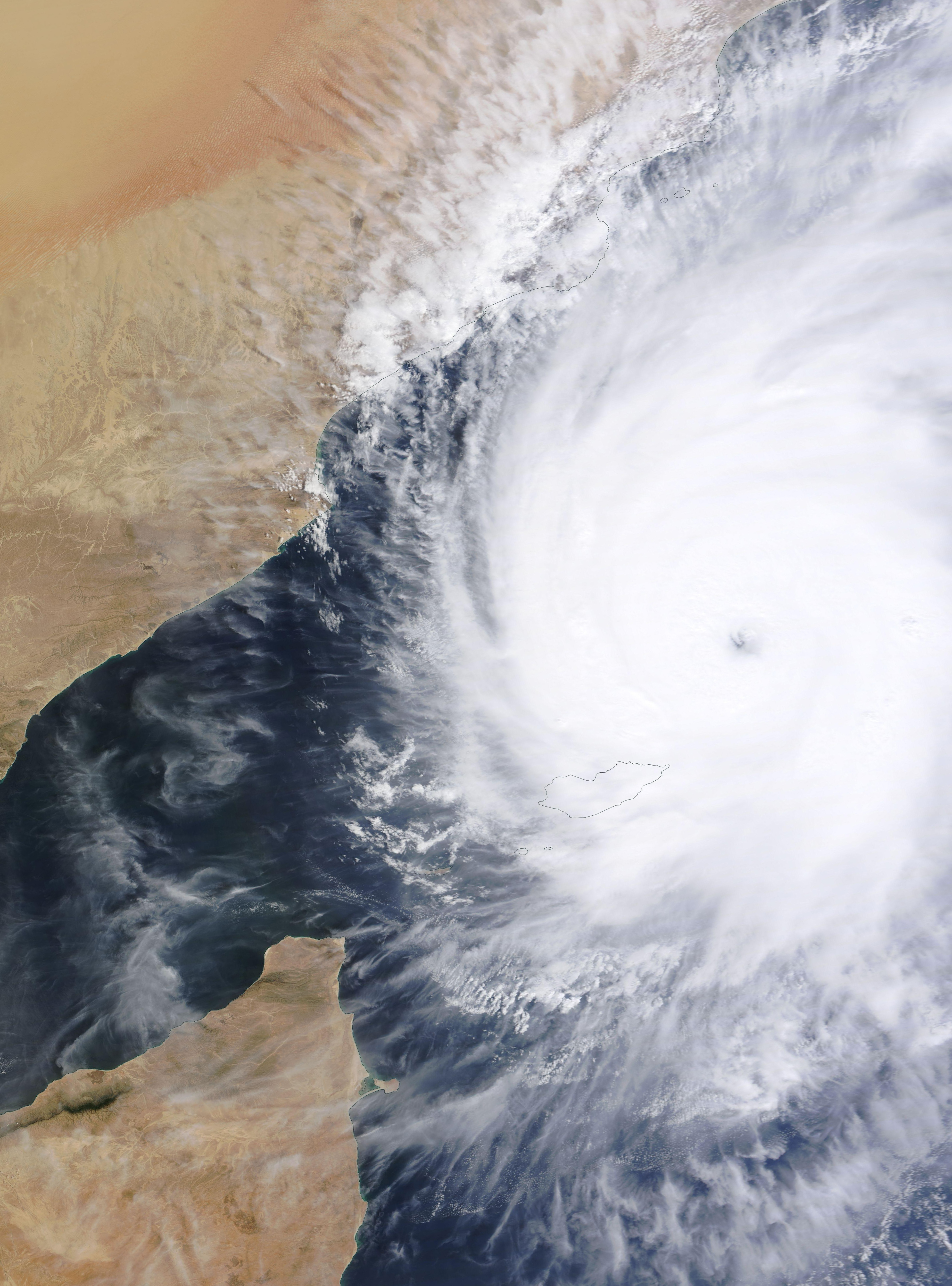
Tropical Cyclone Chapala over Socotra in 2015

该岛实际上处于南方过渡委员会的控制之下，该委员会是阿拉伯联合酋长国支持的一个亲也门总统领导委员会的组织，也是也门持续内战中的“分裂主义”派别。

## 人口

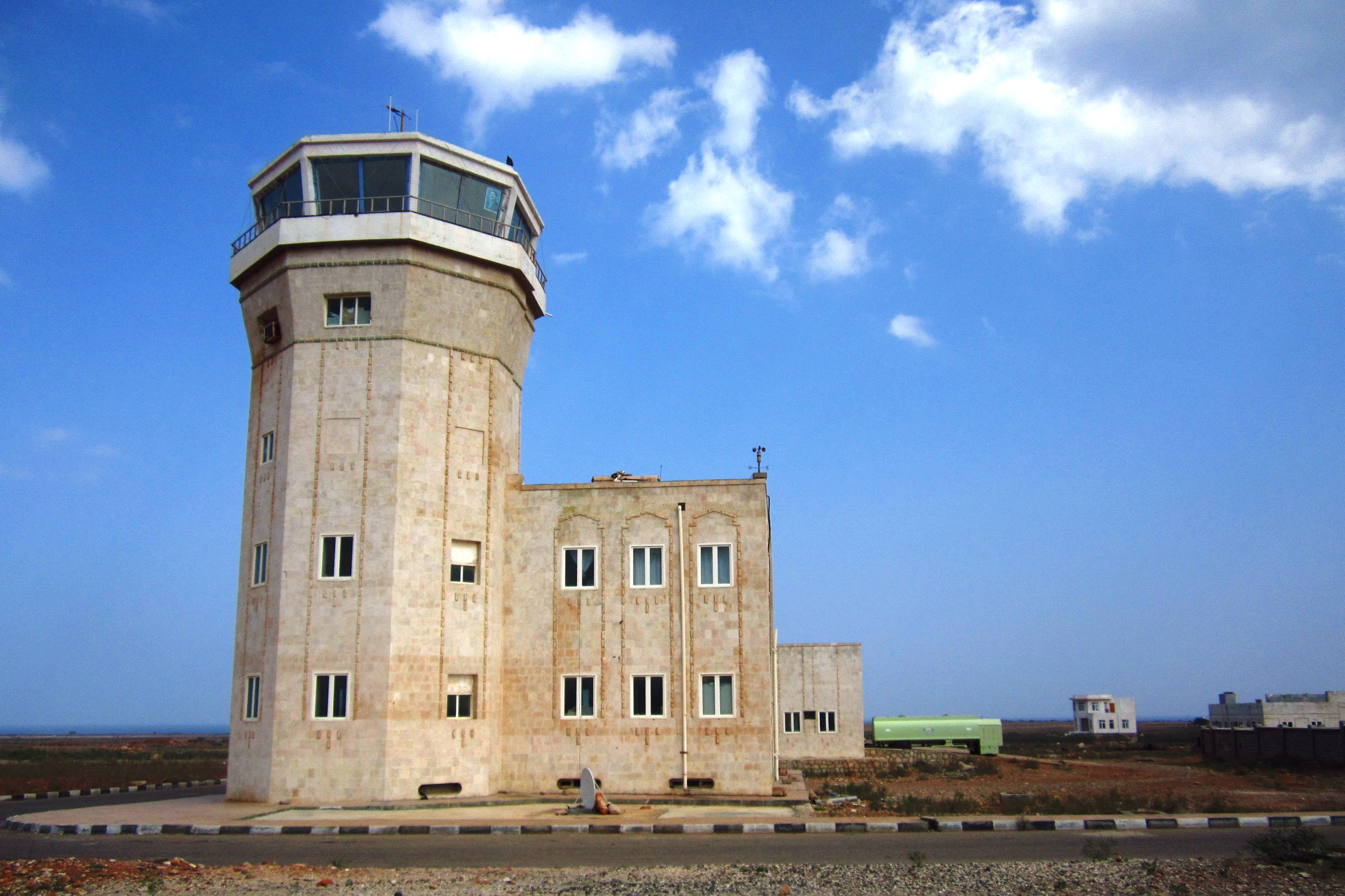
索科特拉機場塔台

岛上人口约5万人（2008年），以阿拉伯人为主，也有少数居民来自索马里和印度，此外还有部分人被认为是非洲黑人的后裔。该岛民族特有的“单倍型类群 J* (Y-DNA)”在全世界其他地方极为罕见，属于特有的人类Y染色体DNA单倍型类群。
当地语言为索科特拉语。主要城镇哈迪布，有索科特拉機場，大部分班次都是飞往穆卡拉，但由于沙特阿拉伯的军事行动，索科特拉机场航线停飞。枣椰、烟草、畜牧业和渔业是岛上经济支柱。

## 世界遗产
索科特拉岛以“索科特拉群岛”为名，于2008年列入世界遗产。登录面积410,460 ha，缓冲区面积1,740,958 ha。满足的世界遺產登錄基準是“拥有最重要及显著的多元性生物自然生态栖息地，包含从保育或科学的角度来看，符合普世价值的濒临绝种动物种。”

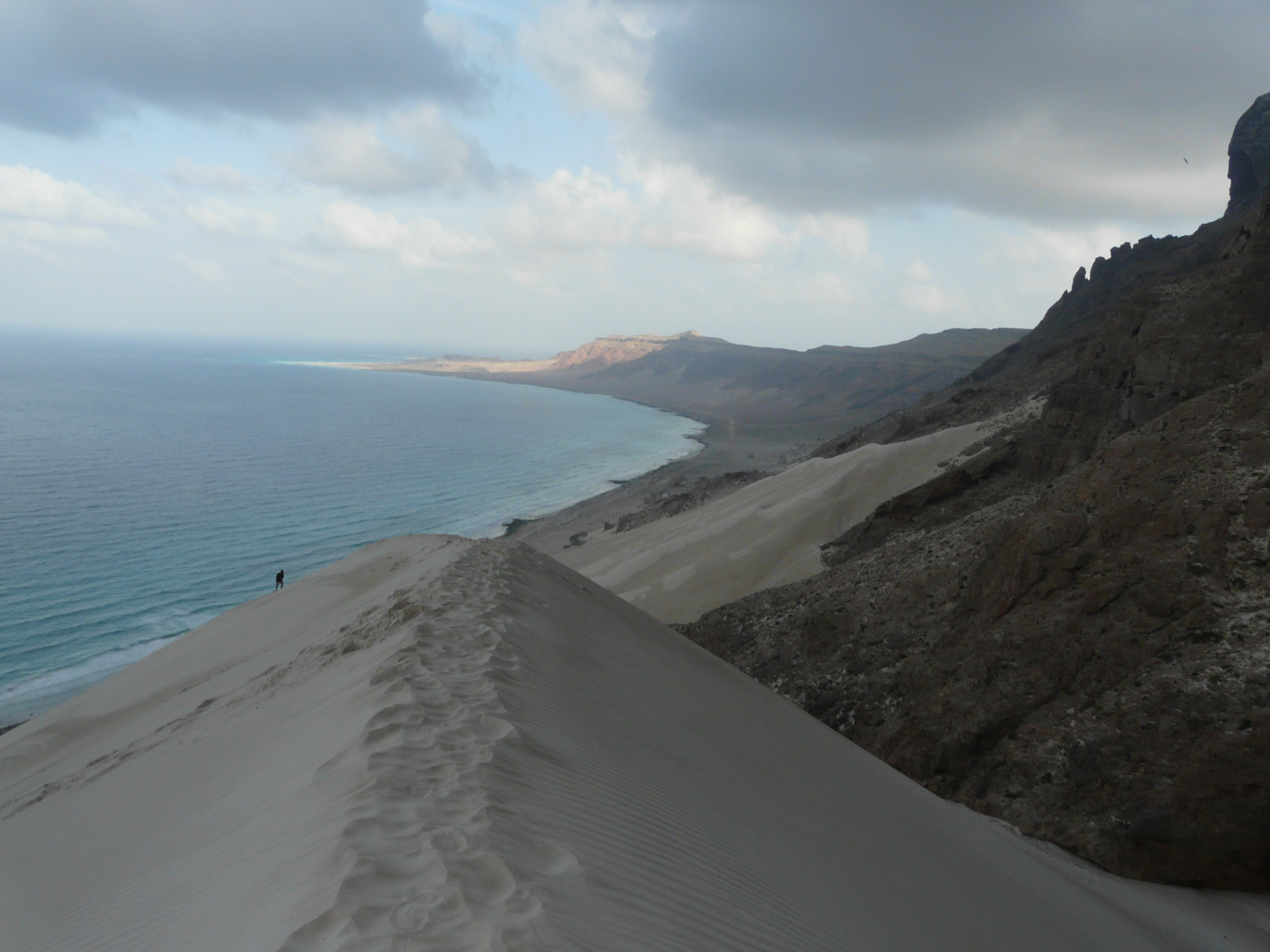
东海岸
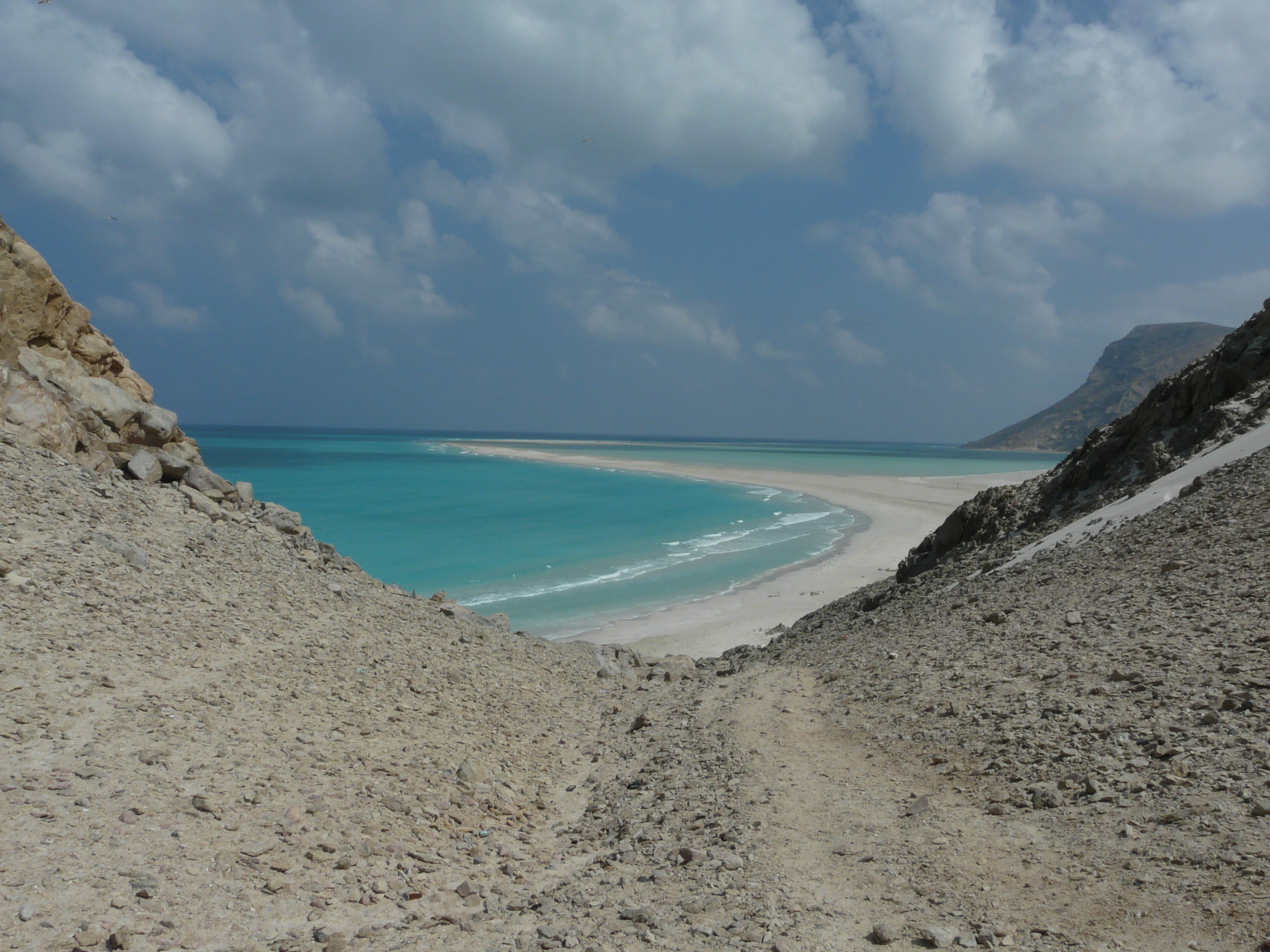
西海岸
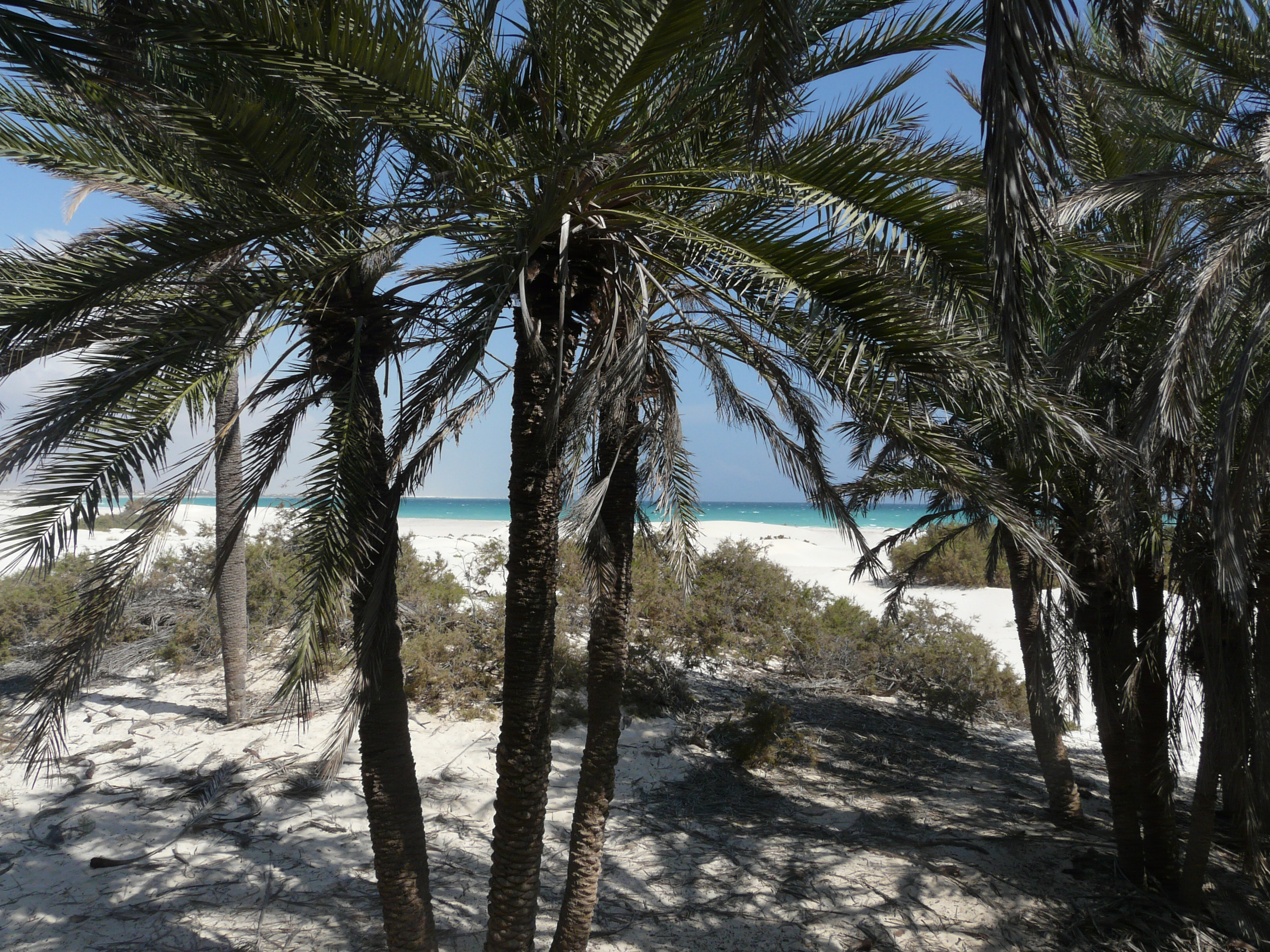
南海岸
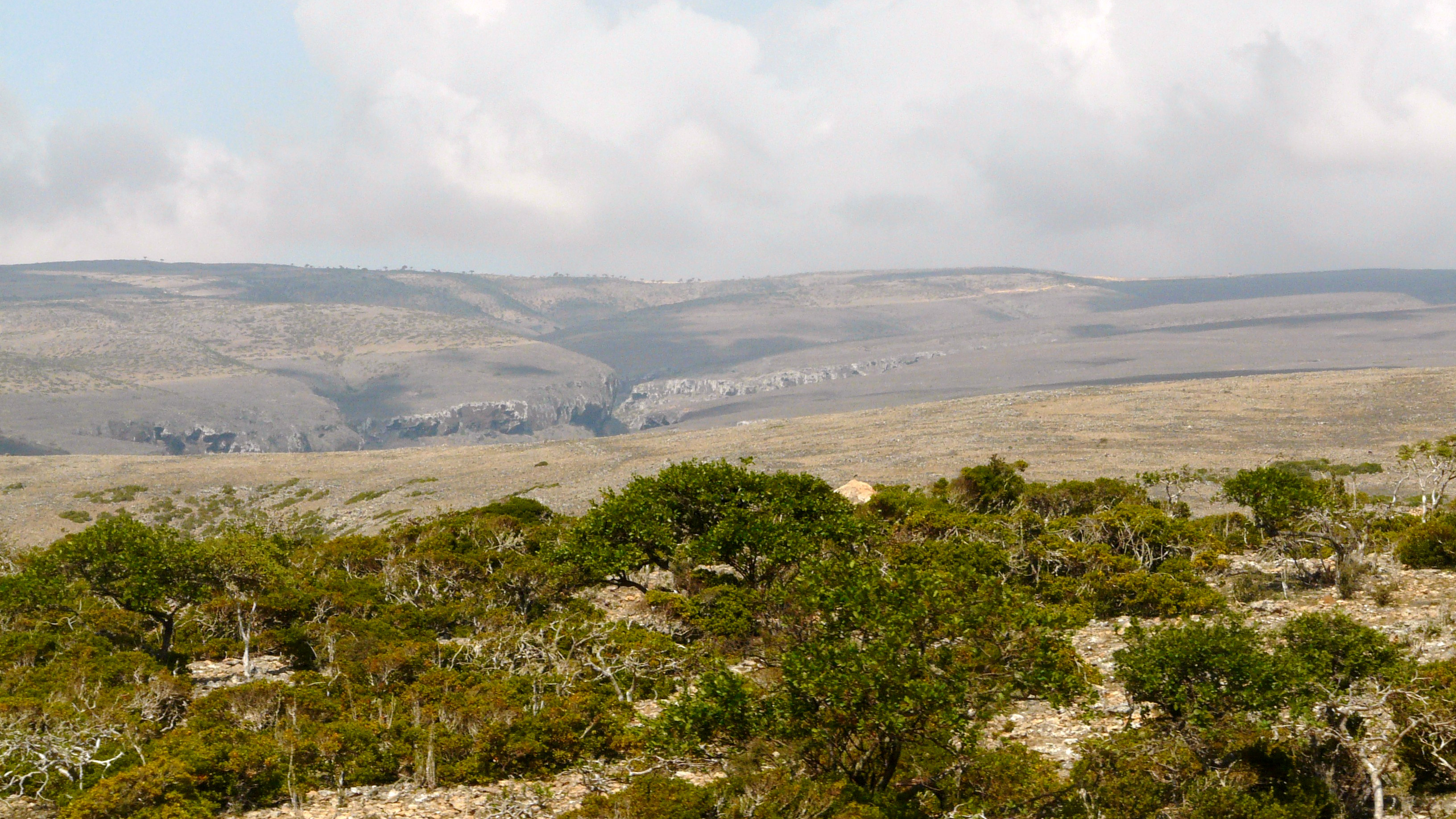
岛内风景